# Cyanoneuron depauperatum
Cyanoneuron depauperatum är en måreväxtart som först beskrevs av Elmer Drew Merrill, och fick sitt nu gällande namn av Christian Tange. Cyanoneuron depauperatum ingår i släktet Cyanoneuron och familjen måreväxter. Inga underarter finns listade i Catalogue of Life.